# إل جي eXpo (موبايل)
إل جي eXpo (بالإنجليزية: LG eXpo)‏ هو هاتف ذكي من إل جي أليكترونيكس يعمل بنظام ويندوز موبايل، تم طرحه في الأسواق في 2009.

## الخصائص
- نظام التشغيل: ويندوز موبايل
- الكاميرا الخلفية: 5 ميجابكسل
- الشاشة: 480 × 800
- الوزن: 147 غرام
- المعالج: 1000 ميجا هرتز
- الذاكرة: 256 ميجابايت